# Palfau
Palfau è una frazione di 394 abitanti del comune austriaco di Landl, nel distretto di Liezen (Stiria). Già comune autonomo, il 1º gennaio 2015 è stato aggregato a Landl assieme agli altri comuni soppressi di Gams bei Hieflau e Hieflau.